# ابشوای
ابشوای نام شهر و شهرستانی در استان فیوم مصر است. 